# Annekatrin Niebuhr
Annekatrin Niebuhr (geboren 1967) ist eine deutsche Volkswirtin. Sie ist Professorin für Arbeitsmarkt- und Regionalforschung an der Christian-Albrechts-Universität zu Kiel und wissenschaftliche Mitarbeiterin im IAB Nord.

## Biografie
Annekatrin Niebuhr studierte Volkswirtschaftslehre an der Christian-Albrechts-Universität zu Kiel und an der University of Wales, Swansea, wo sie 1992 ihr Diplom machte. Von 1993 bis 1999 war sie wissenschaftliche Mitarbeiterin an der Universität Kiel und an der Universität Dortmund. 1998 wurde sie an der Universität Kiel promoviert.
Von 1999 bis 2004 war Niebuhr Projektleiterin in der Abteilung Europäische Integration des Hamburgischen Welt-Wirtschafts-Archivs (HWWA). Seit Dezember 2004 ist sie wissenschaftliche Mitarbeiterin im Institut für Arbeitsmarkt- und Berufsforschung in Kiel (IAB Nord) und seit November 2009 Professorin für Empirische Arbeitsmarktforschung und Räumliche Ökonometrie an der Christian-Albrechts-Universität zu Kiel.
Von 2018 bis Ende Januar 2019 war Annekatrin Niebuhr stimmberechtigtes Mitglied der von der deutschen Bundesregierung eingesetzten Kommission für Wachstum, Strukturwandel und Beschäftigung („Kohlekommission“), die Empfehlungen zum Kohleausstieg und zum Strukturwandel der davon betroffenen Regionen ausarbeitete.

## Belege
1. 1 2  Porträt am IAB Nord; abgerufen am 12. Februar 2020.